# Raionul Nikopol (pre-2020), Dnipropetrovsk
Nikopol (în ucraineană Нікопольський район, transliterat: Nikopolskîi raion) este un raion în regiunea Dnipropetrovsk, Ucraina. Reședința sa este orașul regional Nikopol, care nu aparține raionului.

## Demografie
Componența lingvistică a raionului Nikopol
     Ucraineană (89,66%)
     Rusă (9,75%)
     Alte limbi (0,36%)
Conform recensământului din 2001, majoritatea populației raionului Nikopol era vorbitoare de ucraineană (89,66%), existând în minoritate și vorbitori de rusă (9,75%).